# Strabomantis anatipes
Strabomantis anatipes is een kikker uit de familie Strabomantidae. De wetenschappelijke naam van de soort werd beschreven in 1983 door Lynch & Myers. De soort komt voor in Colombia en Ecuador op een hoogte van 100 tot 1600 meter boven het zeeniveau. Strabomantis anatipes wordt bedreigd door het verlies van habitat.